# Mediawan Thematics
Mediawan Thematics — французская медиагруппа.
Ранее называлась AB Groupe. Но в 2017 году компанию купил медиахолдинг Mediawan, после чего она была (11 октября 2018 года) переименована в Mediawan Thematics.
AB Groupe же, в свою очередь, была наследницей компании AB Productions, известной как производитель таких знаменитых французских телесериалов 1990-х годов, как «Элен и ребята», «Первые поцелуи» и «Мёд и пчёлы».

## История
AB Groupe была наследницей компании AB Productions, существовавшей в 1977—1999 годах и известной как производитель таких знаменитых французских телесериалов, как «Элен и ребята», «Первые поцелуи» и «Мёд и пчёлы».
Инициалы «AB» были взяты от основателей компании, Жана-Люка Азуле и Клода Берды: «А» — как «Azoulay» и «Artistique», и «B» — как «Berda» и «Business».
В июле 1999 года два руководителя, Клод Берда и Жан-Люк Азуле, расходятся в профессиональной сфере и каждый создаёт собственную акционерную компанию. Жан-Люк Азуле выкупает 80% деятельности по производству аудио- и видео-контента (за исключением мультфильмов и документальных фильмов) и создает JLA Holding. Клод Берда оставляет себе телеканалы и весь каталог телепередач, чтобы создать AB Groupe.
AB Groupe имеет много дочерних компаний по производству телепродукции и порядка двадцати телеканалов во Франции, Бельгии и Люксембурге. Это самый крупный независимый французский издатель тематических каналов, в сумме имеющий 24 миллиона подписчиков.
С 1996 по 2001 гг. компания котировалась на Нью-Йоркской фондовой бирже, а затем с 2000 по 2003 год — на Втором рынке Парижской биржи. Затем была полностью выкуплена Клодом Бердой, который 5 декабря 2006 года уступил 33,5% своих акций Группе ТF1, оставшись при этом мажоритарным акционером.
По состоянию на 2010 год AB Groupe стоит 720 млн евро, а её руководитель Клод Берда является с состоянием 450 миллионов евро 64-м самым богатым человеком Франции.
В фнваре 2017 года AB Groupe была куплена за 270 миллионов евро медиаконгломератом Mediawan. Да этого она принадлежала Клоду Берде  (53 %) и TF1 (33,5 %).
11 октября 2018 года AB Groupe была переименована в Mediawan Thematics.

## Активы

### Телевидение
Французские телеканалы, принадлежащие группе полностью или частично по состоянию на 2014 год.
| Канал               | Доля | Дата создания    |
| ------------------- | ---- | ---------------- |
| AB1                 | 100% | 1 декабря 1995   |
| Automoto            | 100% | 26 марта 1996    |
| Action              | 100% | 2 апреля 1996    |
| Animaux             | 100% | 2 апреля 1996    |
| Chasse et Pêche     | 100% | 2 апреля 1996    |
| Science & Vie TV    | 100% | 2 апреля 1996    |
| TREK                | 100% | 2 апреля 1996    |
| Golf Channel France | 100% | 26 сентября 2010 |
| Lucky Jack.tv       | 100% | 26 сентября 2010 |
| Mangas              | 100% | 1 сентября 1998  |
| Toute l'Histoire    | 100% | 2 апреля 1996    |